# Ligne de Port-Boulet à Port-de-Piles
La ligne de Port-Boulet à Port-de-Piles est une ligne ferroviaire française intégralement établie en Indre-et-Loire. Trait d'union entre les vallées de la Loire et de la Vienne, elle relie la gare de Port-de-Piles, située sur la ligne de Paris-Austerlitz à Bordeaux-Saint-Jean, à celle de Port-Boulet, située sur la ligne de Tours à Saint-Nazaire, en desservant notamment Chinon et L'Île-Bouchard.
Elle constitue la ligne n° 571 000 du réseau ferré national.

## Histoire

### Ouverture
La ligne est déclarée d'utilité publique par une loi du 13 juin 1878 avant d'être gérée par l'État.
Elle est mise en service en plusieurs étapes :
- de Port-Boulet à Chinon le 2 juillet 1882 ;
- de Chinon à L'Île-Bouchard le 27 novembre 1882 ;
- de L'Île-Bouchard à Port-de-Piles le 12 juillet 1885.

### Dates de fermeture
- Service voyageurs : 
  - totalité de la ligne le 6 février 1939 ;
- trafic marchandises, notamment :
  - de Port-Boulet à Chinon en 1954.

### Déclassement
Le déclassement est intervenu par étapes, notamment :
- de Port-Boulet (PK 0,620) à Avoine - Beaumont (PK 5,870) le 11 juillet 1952[2] ;
- d'Avoine - Beaumont (PK 5,870) à Chinon (PK 13,500) le 12 novembre 1954[3] ;
- de Ligré-Rivière (PK 20,100) à l'Ile-Bouchard (PK 31,020) le 26 juillet 1973[4] ;
- de l'Ile-Bouchard (PK 31,020) à Trogues (PK 36,390) le 9 décembre 1992 ;
- de Chinon (PK 15,920) à Ligré-Rivière (PK 20,100) le 15 décembre 1994[5] ;
- de Crouzilles (PK 36,390) à La Celle-Saint-Avant (PK 50,885) décision de fermeture par RFF du 19 septembre 2013[6] (une fermeture vaut aujourd'hui déclassement).

## Infrastructure
Sur la majorité de son parcours, la ligne est établie dans la vallée de la Vienne, alternativement sur ses rives droite et gauche.
C'est une ligne au profil majoritairement plan, hormis une bosse entre Avoine - Beaumont et Chinon où les déclivités maximales atteignent 15 ‰. Le rayon minimum des courbes est de l'ordre de 500 mètres, hormis une courbe de 300 mètres.
Il existe trois ouvrages d'arts notables, deux ponts-cages métalliques pour franchir la Vienne à Chinon (quatre travées) et L'Île-Bouchard (trois travées), et un pont en maçonnerie franchissant la Loire à Port-Boulet, que la voie partageait avec la route.

## Avenir de la ligne
Si sa dépose sur la majorité de son parcours obère sérieusement toute tentative de réouverture, la ligne a cependant toujours un intérêt du point de vue du trafic marchandises.
Le maintien en service de la section de Trogues à Port-de-Piles était jusqu'alors dû à la présence à Nouâtre d'une base de soutien du matériel de l’armée de terre (BSMAT). Pour autant, cette base n'est plus exploitée par voie ferrée depuis quelques années.[réf. nécessaire] La fermeture de la section de Crouzilles à La-Celle-Saint-Avant réserve quand même la possibilité de reprise de circulation de trains militaires, en ce sens que les voies sont maintenues en place.

### Accès à la base de maintenance LGV de Nouâtre
La LGV Sud Europe Atlantique a redonné un potentiel de circulation à la ligne en permettant la connexion de la base de maintenance MESEA de Nouâtre avec le RFN en gare de Port-de-Piles.
À l'occasion de la construction de la LGV, les derniers kilomètres ont été rénovés dans le but d'accéder à la base-travaux et de maintenance que COSEA, le constructeur de la LGV SEA, a aménagée le long de l'autoroute A10. À cet effet, un RVB a donc été réalisé en 2013 et les passages à niveaux ont vu fleurir une signalisation adéquate indiquant le retour des trains de travaux sur la ligne.